# Eric Martel
Eric Martel (Straubing, 29 aprile 2002) è un calciatore tedesco, centrocampista del Colonia e della nazionale tedesca under-21, di cui è capitano.

## Carriera

### Club
Cresciuto nel settore giovanile del RB Lipsia, ha esordito in prima squadra il 22 dicembre 2020 disputando l'incontro di Coppa di Germania vinto 0-3 contro l'Augusta. Il 15 gennaio 2021 viene ceduto in prestito all'Austria Vienna, club della massima serie austriaca, dove rimane poi anche per la stagione 2021-2022.
Il 24 giugno 2022 viene acquistato a titolo definitivo dal Colonia.

### Nazionale
Ha giocato nelle nazionali giovanili tedesche Under-19, Under-20 e Under-21.

## Statistiche

### Presenze e reti nei club
Statistiche aggiornate al 9 febbraio 2025.
| Stagione              | Squadra               | Campionato            | Campionato | Campionato | Coppe nazionali | Coppe nazionali | Coppe nazionali | Coppe continentali | Coppe continentali | Coppe continentali | Altre coppe | Altre coppe | Altre coppe | Totale | Totale |
| Stagione              | Squadra               | Comp                  | Pres       | Reti       | Comp            | Pres            | Reti            | Comp               | Pres               | Reti               | Comp        | Pres        | Reti        | Pres   | Reti   |
| --------------------- | --------------------- | --------------------- | ---------- | ---------- | --------------- | --------------- | --------------- | ------------------ | ------------------ | ------------------ | ----------- | ----------- | ----------- | ------ | ------ |
| 2020-gen. 2021        | RB Lipsia             | BL                    | 0          | 0          | CG              | 1               | 0               | UCL                | 0                  | 0                  | -           | -           | -           | 1      | 0      |
| gen.-giu. 2021        | Austria Vienna        | BL                    | 18+3       | 1          | CA              | 1               | 0               | -                  | -                  | -                  | -           | -           | -           | 22     | 1      |
| 2021-2022             | Austria Vienna        | BL                    | 30         | 2          | CA              | 2               | 1               | UECL               | 2                  | 0                  | -           | -           | -           | 34     | 3      |
| Totale Austria Vienna | Totale Austria Vienna | Totale Austria Vienna | 48+3       | 3          |                 | 3               | 1               |                    | 2                  | 0                  |             | -           | -           | 56     | 4      |
| 2022-2023             | Colonia               | BL                    | 29         | 1          | CG              | 0               | 0               | UECL               | 6                  | 0                  | -           | -           | -           | 35     | 1      |
| 2023-2024             | Colonia               | BL                    | 30         | 1          | CG              | 2               | 0               | -                  | -                  | -                  | -           | -           | -           | 32     | 1      |
| 2024-2025             | Colonia               | 2L                    | 21         | 2          | CG              | 3               | 0               | -                  | -                  | -                  | -           | -           | -           | 24     | 2      |
| Totale Colonia        | Totale Colonia        | Totale Colonia        | 80         | 4          |                 | 5               | 0               |                    | 6                  | 0                  |             | -           | -           | 91     | 4      |
| Totale carriera       | Totale carriera       | Totale carriera       | 131        | 7          |                 | 9               | 1               |                    | 8                  | 0                  |             | -           | -           | 148    | 8      |

## Palmarès
- Campionato tedesco di seconda divisione: 1

Colonia: 2024-2025